# 林德成
林德成，MH，香港建制派政治人物，香港中旅社經理，民建聯成員，現任香港九龍城區議會委任議員，曾任該區紅磡選區議員。

## 2015年香港區議會選舉
林於2015年參選香港區議會選舉，首次參選即以1,544票高票勝出，擊敗民主派對手任國棟，但其後卻被部分傳媒揭發涉及種票。
任國棟指，林德成在2012年起到紅磡區，透過地區樁腳大搞「蛇齋餅糭」活動，甚至取得居民生日資料，其職員上門送上禮物，但居民完全不知道為何對方有他的資料。任國棟於選舉前的8月，亦曾經將區內160個可疑選民登記轉介選舉處，但涉事選民登記一直未被剔除。亦有紅磡街坊指，陳稱林德成知悉她居於紅磡邨，卻替她以黃埔街舊居地址作選民登記。但林德成當選後「變臉」，指她不是黃埔街居民，拒絕贈送福字月曆，過橋抽板。
另外於投票日，紅磡選區有一輛中港車牌的七人車負責接送，當中涉及兩家老人院，其中一家安老院的院長在區選後暗示，接送的車輛是由最終勝選的林德成所安排。

## 2019年香港區議會選舉
於2019年香港區議會選舉，建制派選情受到重大打擊，其所屬民建聯於選舉中大敗，但林德成成功以255票之微，擊敗民主派候選人關兆倫。

## 資料來源
1. ↑  . 蘋果日報 (香港).
2. ↑  . 蘋果日報 (香港).
3. ↑  甘樂宜. .   [2020-05-21]. （原始内容存档于2021-03-03）.